# Barrio judío de Melilla
El Barrio judío de Melilla, también conocido como Barrio Hebreo, fue la judería de la ciudad española de Melilla.

## Historia
La presencia judía en Melilla puede rastrearse hasta el siglo I a. C., cuando el enclave fenicio de Rusadir, lo que hoy es Melilla, formaba parte de una red comercial que incluía asentamientos judíos en todo el norte de África. Sin embargo, el Barrio Judío como tal comenzó a tomar forma a partir del siglo XIX, después de la firma del Tratado de Wad-Ras (1860), que permitió la llegada de un grupo de judíos sefardíes procedentes de Tetuán.
A partir de 1862, muchos de estos judíos sefardíes, descendientes de los expulsados de España en 1492, se establecieron en Melilla, principalmente en el barrio conocido como El Mantelete. Estos primeros residentes, que hablaban haquetía (un dialecto judeoespañol) y mantenían una rica tradición cultural hispana, fueron los que fundaron la base del Barrio Judío.

### Desarrollo del Barrio
En 1881, con la construcción de viviendas en el barrio del Mantelete, la comunidad judía de Melilla empezó a organizarse de manera más formal. En este periodo, el comerciante sefardí Joseph Levy y otros miembros destacados de la comunidad fundaron el Barrio Hebreo, que se convirtió en el centro económico y social de la comunidad judía melillense. Este barrio no solo representaba un centro de convivencia, sino también un lugar de intercambio comercial y cultural, con una gran influencia en el desarrollo económico de la ciudad.

### Llegada de los Toshabim
A lo largo del siglo XIX y principios del XX, el Barrio Judío de Melilla experimentó una gran expansión debido a la llegada de más judíos magrebíes, conocidos como toshabim, provenientes principalmente de la región del Rif. Entre 1903 y 1904, debido a las tensiones políticas y las sublevaciones en Marruecos, miles de familias judías magrebíes se establecieron en Melilla, donde se integraron con los sefardíes, formando una comunidad unificada. Esta fusión contribuyó a enriquecer la identidad cultural y religiosa del barrio, que combina tanto la tradición sefardí como la magrebí.

### Barrio en elsigloXX
Durante las primeras décadas del siglo XX, la comunidad judía en Melilla creció significativamente, alcanzando una población de alrededor de 7.000 personas en 1930. Además, los judíos melillenses fueron fundamentales en la creación de varias instituciones religiosas y culturales, como la sinagoga local, que se mantiene activa hasta hoy, y el Liceo Sefardí, que sigue siendo un centro cultural de gran relevancia para la comunidad.

## Declive y actualidad
Con el fin del protectorado español en Marruecos en 1956 y la independencia de Marruecos, muchos judíos melillenses emigraron a España, Israel y América, lo que provocó una disminución significativa de la población judía en la ciudad.
Hoy en día, el Barrio Judío sigue siendo un lugar de importancia tanto religiosa como cultural. Aunque la población judía en Melilla ha disminuido considerablemente, aproximadamente un millar de judíos aún viven en la ciudad, y la comunidad sigue siendo una parte vital del carácter multicultural de Melilla. La sinagoga, el Liceo Sefardí y el cementerio judío son algunos de los principales puntos de interés histórico y cultural del barrio.